# Nationaal park Sioma Ngwezi
Het nationaal park Sioma Ngwezi is een nationaal park in het zuidwesten van Zambia. Het is onontwikkeld en wordt zelden bezocht, omdat er geen wegen zijn en het buiten de gebruikelijke toeristische paden ligt. Het park is onderdeel van de Kavango-Zambezi Transfrontier Conservation Area.

## Beschrijving
Zoals de meeste nationale parken in Zambia is het park niet omheind, waardoor de dieren zich vrij kunnen bewegen. Het is omgeven door bufferzones waar de jacht gereguleerd is, de zogenaamde Game Management Areas (GMA's). De West Zambezi GMA grenst aan het park en is met 35.000 vierkante kilometer de grootste van het land.
Het park beslaat een deel van een grote vlakte tussen de Zambezi, de Cuando rivier (de bovenloop van de Chobe rivier) en de Caprivistrook, de Silowana Plains, ten zuiden van de Barotse-riviervlakte. Ze maakten ooit deel uit van de Kalahariwoestijn en waren bedekt met door de wind opgeblazen zandduinen, die nog steeds aanwezig zijn als glooiende heuvels en een zanderige bodem. Hoewel het klimaat nu natter is, stromen er geen permanente rivieren door de vlakten, alleen een paar seizoensgebonden, en in het regenseizoen vormen zich duizenden kleine lagunes van meestal een paar honderd meter doorsnee in de depressies tussen de duinen. Twee ecoregio's zijn goed vertegenwoordigd in het park, de Baikiaeabossen van de Zambezi gedomineerd door Zambiaanse Teakbomen, die de vlaktes van de westelijke graslanden van de Zambezi omringen. Langs de grote rivieren die het park omringen ligt een derde ecoregio, de overstromende graslanden van de Zambezi.

## Fauna
Het park en de omliggende GMA vormen een belangrijke schakel in de migratieroute van savanneolifanten en gnoes uit de nabijgelegen nationale parken van Botswana en Namibië. Hoewel er nog steeds gestroopt wordt, biedt het park een beter toevluchtsoord voor olifanten die migreren vanuit Angola, waar stroperij en illegale jacht welig tierden tijdens en in de nasleep van de burgeroorlog daar.
In het park leven meer dan 3000 savanneolifanten, roanantilopen, sabelantilopen, puku's, impala's, grantzebra's en koedoes. Er komen ook verschillende bedreigde diersoorten voor, waaronder de Afrikaanse wilde hond en de Zuid-Afrikaanse ondersoort van het jachtluipaard. Sinds 2005 wordt het beschermde gebied beschouwd als een Lion Conservation Unit.

### Important Bird Area
Het park is aangewezen als Important Bird Area door BirdLife International vanwege het belang voor significante populaties van koperstaartspoorkoekoek, Bradfields tok, vlagstaartscharrelaar, Dickinsons torenvalk, Souza's klauwier, miombomees, roestbuikmees, kleine savannezanger, moerasgraszanger, zuidelijke witstuitbabbelaar, pijlstaartglansspreeuw, kurrichanelijster, Arnots miertapuit, witbuikhoningzuiger en bruine amarant.

## Toerisme
Er zijn geen faciliteiten behalve campings en er zijn geen wegen in het park, alleen paden waarvoor voertuigen met vierwielaandrijving nodig zijn, zelfs in het droge seizoen, wanneer voertuigen vast kunnen komen te zitten in het zand. In 2007 organiseerden verschillende touroperators begeleide safari's in het park. Volgens de Zambiaanse regering zijn er plannen om het park open te stellen voor privébeheer en de wilde dieren beter te beschermen. De nabijheid van Angola, Namibië en Botswana maakt het park rijp voor initiatieven op het gebied van grensoverschrijdende parken.
Andere toeristische faciliteiten zijn onlangs ontwikkeld of gepland in de regio, zoals langs nabijgelegen stukken van de Zambezi (een visresort en een lodge bij de Ngonye Falls) en in de Caprivistrook. De onlangs geopende Trans-Caprivi Highway en Katima Mulilo Bridge liggen binnen 60 km van het park en kunnen het aantal bezoekers aanzienlijk doen toenemen.

## Galerij

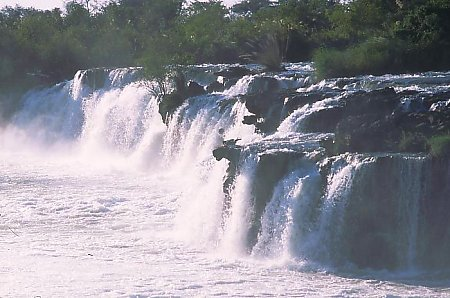
Ngonye Falls
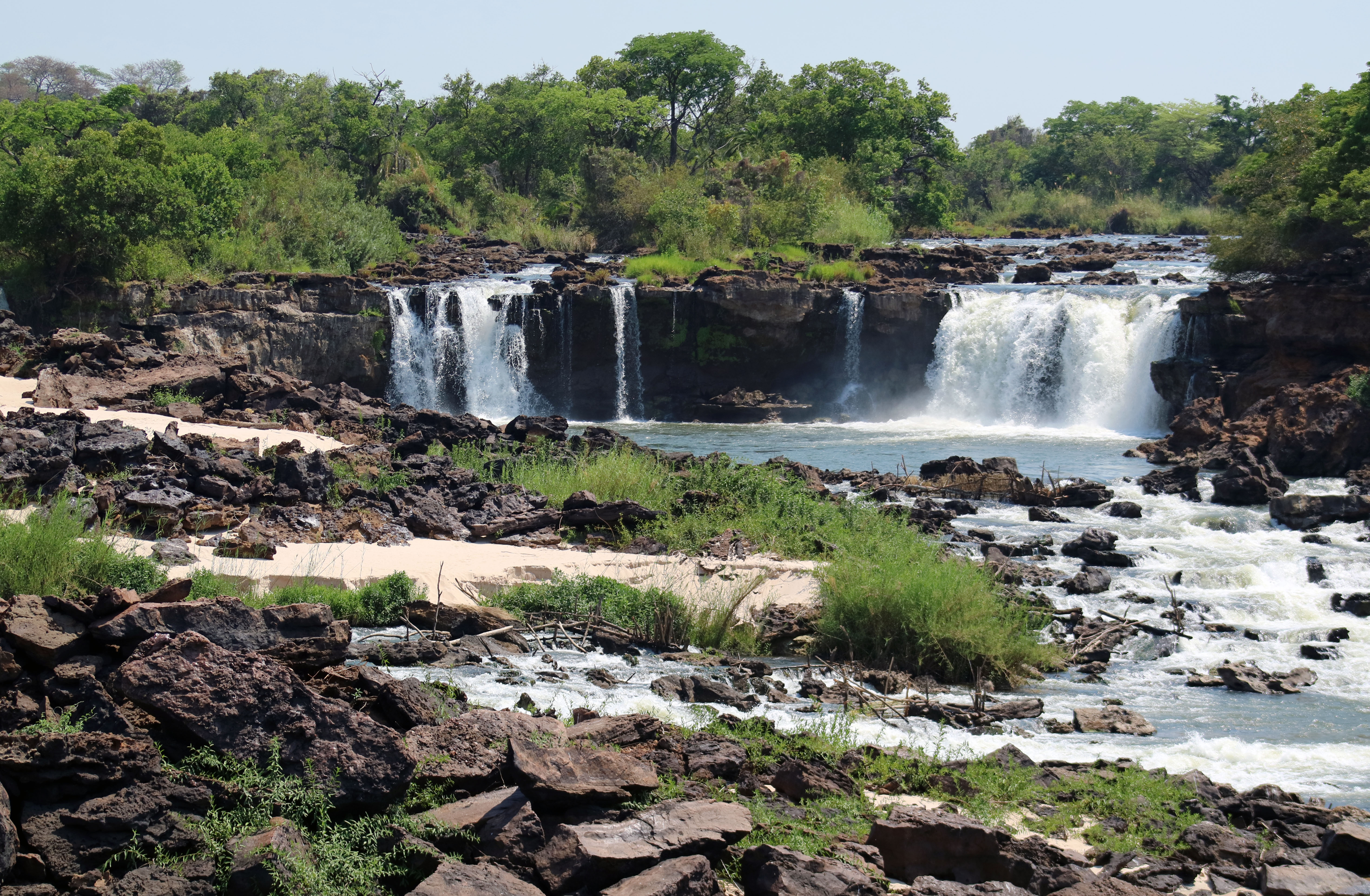
Ngonye Falls